# 巴顿·扬克
巴顿·扬克（英語：Barton Jahncke，1939年8月5日—），生于路易斯安那州新奥尔良，美国男子帆船运动员。他曾代表美国参加1968年夏季奥林匹克运动会帆船比赛，获得一枚金牌。